# Afraat
Afraat (sirsko Ap̄rahaṭ; grško Ἀφραάτης, latinsko Aphraates), sirski cerkveni oče, asket, * okoli 270, † okoli 345.

## Življenje
O življenju tega znamenitega očeta sirske Cerkve, imenovanega »perzijski modrec«, vemo zelo malo. Bil je član asketske skupnosti »Sinovi in hčere Zaveze«. To so bili asketi obeh spolov, ki so živeli v svetu. Obstaja možnost, da je bil Afraat tudi škof, vsekakor pa je opravljal visoko cerkveno službo.

## Dela
Napisal je 23 Razprav (Demonstrationes – Tahwiāthā), in sicer med 337 in 347. Poslal jih je skupnosti »Sinov in hčera Zaveze«. V Razpravah omenja klasične teme teologije in krščanske askeze, navzoča je zmerna protijudovska tematika, graja pa tudi določene napake klera. Ne pozna sklepov nicejskega koncila. Njegovi spisi so vezani na targumsko tradicijo in preneseni v Mezopotamijo preko Cerkve in sinagog. To je še čas sožitja med Cerkvijo in sinagogo. 

## Nauk
Afraatova teologija ni intelektualistična, ne pozna grške misli, temveč je povsem semitska. Njegova teologija duhovnosti temelji prvenstveno na veri. Ljubezen je povezana s Sveto Trojico, do katere more človek priti šele, ko v njegovi duši zaživi Kristusov duh. Pogoj za to ljubezen je samsko življenje. Za Afraata je ljubezen do bližnjega nujna in brezpogojna, povezana s ponižnostjo. Afraatova duhovnost je polna optimizma in miru, ki izhaja iz vere in Božje ljubezni.